# Девять дней (фильм)
«Девять дней» (англ. Nine Days) — американский фантастический (религиозно-сверхъестественный) драматический фильм 2020 года, написанный и снятый режиссёром Эдсоном Одой. В нём снимаются Уинстон Дьюк, Зази Битц, Бенедикт Вонг, Тони Хейл, Билл Скарсгард, Дэвид Рисдал и Арианна Ортис. Спайк Джонз выступает в качестве исполнительного продюсера. В фильме мужчина берёт интервью у пяти нерождённых душ, чтобы определить, какой из них можно дать жизнь на Земле.
Мировая премьера фильма состоялась на кинофестивале «Сандэнс» 27 января 2020 года, а 30 июля 2021 года Sony Pictures Classics выпустила его в прокат в США.

## Сюжет
Уилл (Will) — это судья (арбитр), который судит души до того, как они вселятся в тела живых. Он живёт в изолированном доме посреди пустынного острова, опрашивая души-кандидаты на возможность родиться. Если они не будут выбраны, Уилл даст им возможность испытать то, что они выбрали, прежде чем их существование будет стёрто. Его единственная компания — это Ке (Kyo), который действует как своего рода супервайзер (supervisor), следящий за тем, чтобы Уилл выбрал лучшего кандидата и помог ему в этом процессе. В отличие от Уилла, который провёл предыдущую жизнь как живое существо, Ке никогда не был живым. Уилл проводит свои дни, наблюдая и делая заметки на множестве телевизионных экранов, каждый из которых отображает жизнь другого человека, которого Уилл выбрал ранее. Его любимица — Аманда (Amanda), 28-летняя вундеркинд в области скрипки. Однако по дороге на большой концерт Аманда мчится по шоссе, врезается в эстакаду и умирает.
Пока Уилл борется со смертью Аманды, кандидаты начинают прибывать на собеседование на вакансию, оставленную Амандой, процесс, который займёт девять дней. Он задаёт кандидатам простые вопросы о жизни и заставляет их делать заметки о том, что им нравится или не нравится в жизни других людей, которых выбрали. Уилла особенно заинтриговала Эмма (Emma), которая проявляет повышенное сочувствие и любопытство, несмотря на то, что проявляет мало интереса к процессу отбора. В течение девяти дней большинство кандидатов удаляются (отбраковываются) по различным причинам, таким как застенчивость и неуважение к страданиям. Уилл делает все возможное, чтобы воссоздать события жизни провалившихся кандидатов, такие как прогулка по пляжу или езда на велосипеде по городу, прежде чем кандидаты исчезнут навсегда.
Ке приглашает другого интервьюера, находящегося поблизости, встретиться с Уиллом, так как ранее она выбрала двоюродную сестру Аманды для рождения. Она показывает Уиллу плёнку вскоре после смерти Аманды, на которой видно, что Аманда оставила предсмертную записку перед своей катастрофой. Ке пытается помочь Уиллу пережить её смерть, но Уилл продолжает смотреть записи из её жизни, не в силах понять, почему она это сделала. Уилл сказал Эмме, что ничего не может рассказать ей о своей предыдущей жизни, но в ответ на её заботу о нём он теперь указывает, что в своей предыдущей жизни он однажды дал театральное представление, которое заставило его почувствовать себя живым, но после этого никогда не преследовал свою страсть. Он сердито реагирует, когда другой кандидат, Алекс (Alexander), указывает на лицемерие Уилла в том, что он судит о жизни людей, когда он никогда не делал ничего значимого со своей собственной жизнью.
Список кандидатов сузился до двух: Эмма и Кейн (Kane). В то время как Эмма беззаботна и видит в людях лучшее, Кейн более пессимистичен, признавая зло в мире и проявляя решимость дать ему отпор. Несмотря на то, что Ке рекомендовал Уиллу выбрать Эмму, он выбирает Кейна для рождения. Когда Уилл предлагает Эмме последнее желание, она записывает что-то, что Уилл говорит, что он не может сделать. Затем Эмма отказывается от последнего желания и решает прогуляться по пустыне, пока не исчезнет. Позже Уилл находит записку от Эммы, где она благодарит его и объясняет, что написала счастливые воспоминания, которые у неё были во время собеседования. Уилл находит их написанными по всему дому. Испытывая сожаление, он бежит через пустыню вслед за Эммой и страстно декламирует отрывки из «Песни обо мне» Уолта Уитмена, а затем благодарит её.

## В ролях
- Уинстон Дьюк — Уилл
- Зази Битц — Эмма
- Билл Скарсгорд — Кейн
- Бенедикт Вонг — Ке
- Тони Хейл — Александр
- Дэвид Райсдал — Майк
- Арианна Ортис — Мария
- Джеральдин Хьюз — Колин
- Эрика Васкес — Луиза
- Перри Смит — Анна
- Лиза Старрет — Аманда

## Производство
В июне 2019 года было объявлено, что известный коммерческий директор Эдсон Ода дебютирует в качестве режиссёра полнометражных фильмов, в главных ролях сыграют Уинстон Дьюк, Зази Битц, Билл Скарсгард и Бенедикт Вонг. В августе к актёрскому составу был добавлен Тони Хейл.
Съёмки начались в июле в штате Юта.

## Премьера
Премьера фильма состоялась на кинофестивале Сандэнс 27 января 2020 года. Вскоре после этого, Sony Pictures Classics приобрела права на распространение фильма. Выход фильма в широкий прокат планировался 22 января 2021 года, но был отложен из-за пандемии COVID-19. В результате фильм вышел в ограниченный прокат в США 30 июля 2021 года, в широкий — 6 августа 2021 года. Премьера в Австралии состоялась 15 июля 2021 года.

## Критика
На сайте агрегатора отзывов Rotten Tomato фильм получил рейтинг одобрения 88 % по 139 отзывам со средним рейтингом 7,6/10. На сайте Metacritic фильм имеет рейтинг 73 из 100, созданный на основе 22 отзывов, большинство из которых положительные.

## Награды и номинации
| Награда         | Дата церемонии | Категория                                 | Получатели (номинанты) | Результаты | Прим.  |
| --------------- | -------------- | ----------------------------------------- | ---------------------- | ---------- | ------ |
| Сандэнс         | 1 февраля 2020 | Премия Уолдо Солта за сценарий            | Эдсон Ода              | Победа     | [ 13 ] |
| Независимый дух | 22 апреля 2021 | Лучшая мужская роль второго плана         | Бенедикт Вонг          | Номинация  | [ 14 ] |
| Независимый дух | 22 апреля 2021 | Лучший дебютный фильм                     | Эдсон Ода              | Номинация  | [ 14 ] |
| Готэм           | 29 ноября 2021 | Премия Бингэма Рэя за режиссёрский прорыв | Эдсон Ода              | Номинация  | [ 15 ] |